# Mata atlántica

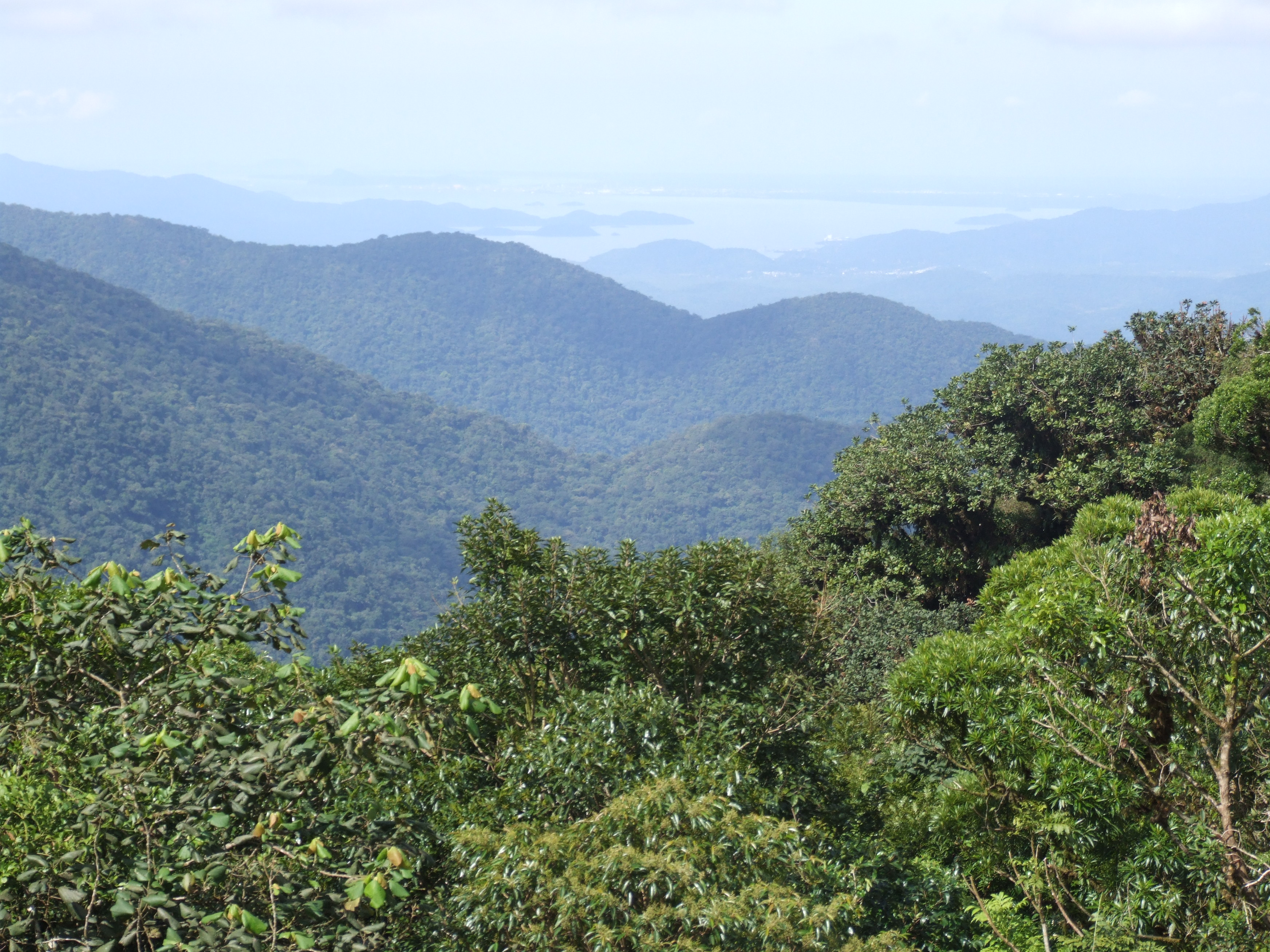
Zona montañosa del bosque atlántico en Serra do Mar.

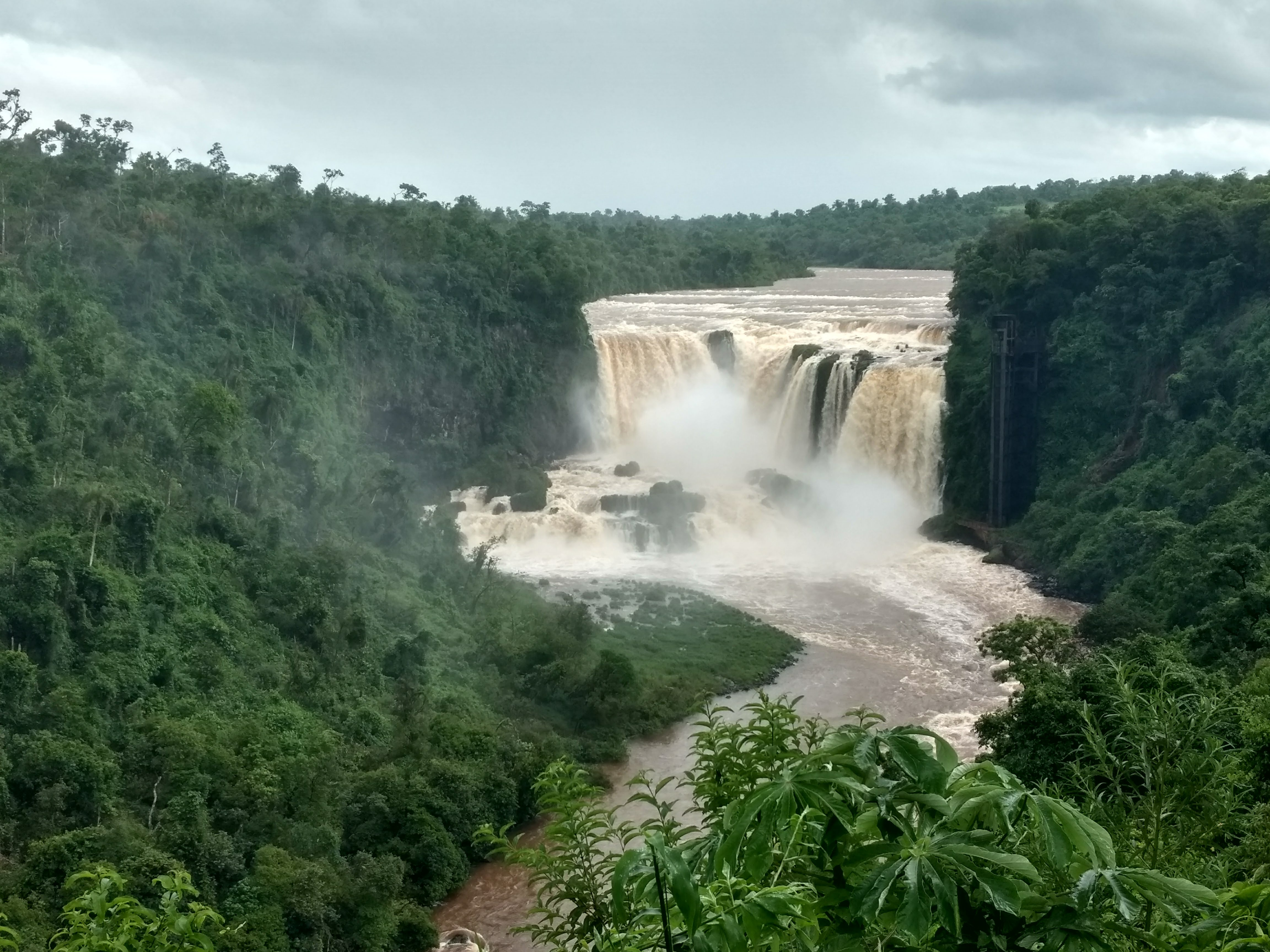
Los saltos del Monday en Paraguay.

La mata atlántica o bosque atlántico es un bosque húmedo tropical y subtropical en Brasil, Paraguay y Argentina, aunque en el lado argentino se le conoce comúnmente como la selva misionera. Es una macro ecorregión neotropical compuesta por 15 ecorregiones distintas. Es uno de los biomas más amenazados del globo, aún abriga una de las mayores biodiversidades del planeta. Su superficie ha quedado extremadamente reducida a pocos fragmentos, en su mayoría discontinuos, a causa de su deforestación, principalmente a partir del siglo XX.
Originalmente, la mata atlántica acompañaba la zona litoral del territorio hoy llamado Brasil, desde Río Grande del Norte a Río Grande del Sur, llegando por el interior hasta la actual Provincia de Misiones y el extremo nordeste de la Provincia de Corrientes (en el nordeste de la Argentina) y en el este del Paraguay. Cubría importantes trechos de sierras y escarpas de la Meseta Brasileña, y era la continuación de la selva amazónica.
La mayor superficie continua de selva original superviviente, y a su vez la mejor conservada de este ecosistema, se centra en la provincia argentina de Misiones, en la selva misionera.[cita requerida]
El área original era cerca de 1,300,000.00 km². Actualmente, solo queda en pie un remanente de 7.3% del área original.
A partir del enfriamiento global que empezó en el Oligoceno (hace 30 millones de años atrás) la mata atlántica se fue separando de la selva amazónica, habiendo formado hasta entonces una sola selva.

## Superficie

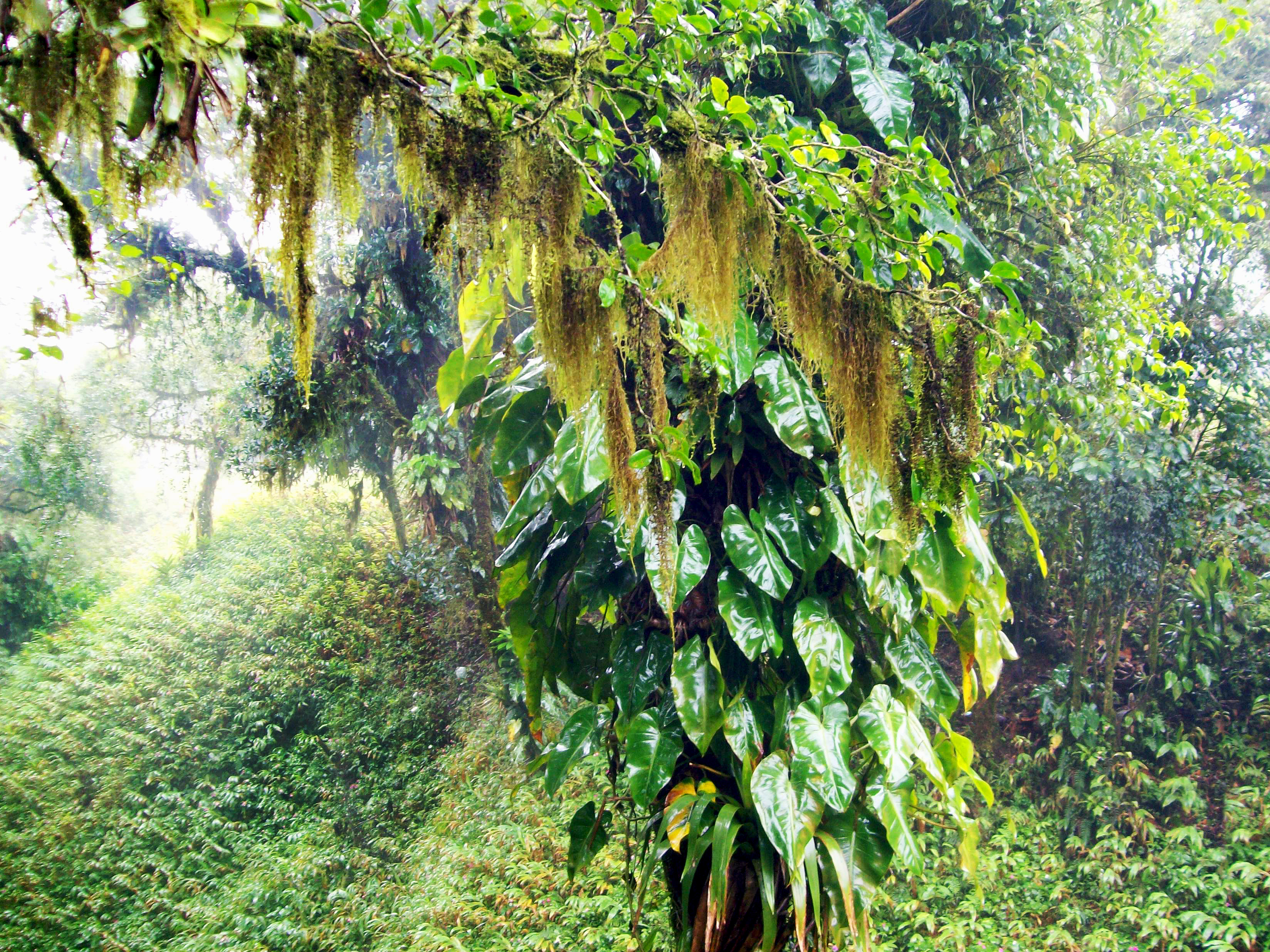
La exuberancia de la Mata Atlántica.

En el Brasil, el área de dominio (área cuya vegetación clímax era esta formación vegetal) abarca total o parcialmente diecisiete estados, la zona forestal original de cada estado antes de la deforestación era:
- Alagoas, 52%
- Bahía, 31%
- Ceará, 3%
- Espírito Santo, 100%
- Goiás, 3%
- Mato Grosso del Sur, 14%
- Minas Gerais, 45%
- Paraíba, 12%
- Paraná, 97%
- Pernambuco, 18%
- Piauí, 9%
- Río de Janeiro, 99%
- Río Grande del Norte, 6%
- Río Grande del Sur, 47%
- Santa Catarina, 99%
- São Paulo, 80%
- Sergipe, 32%

También en Paraguay y Argentina hubo una importante deforestación y se redujeron las áreas originales:
- Misiones, 90%
- Paraneña Paraguaya, 60%

## Récords mundiales de la Mata Atlántica
- 453 especies de árboles por hectárea – en el Sur de Bahía.
- Animales: aproximadamente 1 600 000 especies, incluidos insectos
- Mamíferos, aves, reptiles y anfibios: 1361 especies, 567 endémicas
- 2% de todas las especies del planeta solo en el grupo de los vertebrados

## La preservación

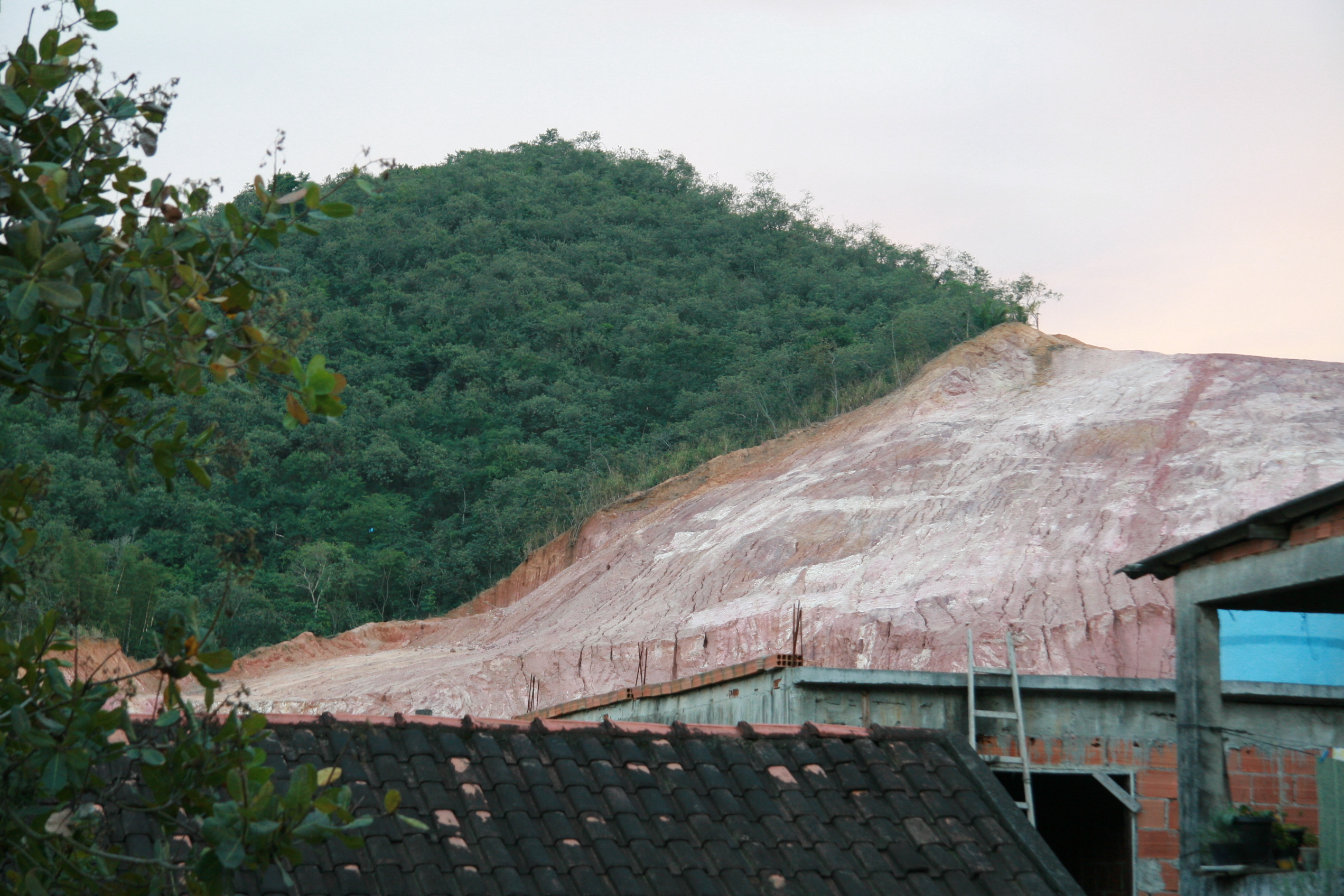
Deforestación de la mata atlántica en Río de Janeiro con el objetivo de la obtención de arcillas para la construcción.

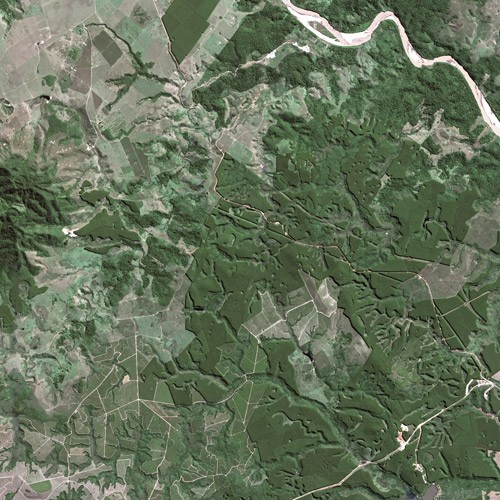
Mapa satelital que evidencia la deforestación en la mata atlántica.

Actualmente existe menos de 10% de la mata nativa. Existen diversos proyectos de recuperación de la Mata Atlántica, que tropiezan siempre con la urbanización y con las planificaciones del espacio, principalmente en la región Sudeste. Existen algunas áreas de preservación en algunas zonas en ciudades como São Sebastião (litoral norte de São Paulo).
En Paraná, gracias a reacción cultural de la población, a la creación del APAs (Áreas de Preservação Ambiental), apoyadas por una legislación rígida y fiscalización intensiva de los ciudadanos, aparentemente la destrucción forestal se ha frenado y un pequeño remanente de esa vegetación preserva un alto nivel de biodiversidad, del cual es digno de mención el león dorado, las orquídeas y las bromelias.
Un trabajo coordinado por los investigadores del Instituto Florestal de São Paulo mostró que, en este início de siglo, el área con vegetación natural en São Paulo aumentó un 3,8% (1,2 kilómetros cuadrados) en relación con la existente hace diez años. El crecimiento, aún tímido, se concentró en la franja de Mata Atlántica, el ecosistema más extenso del estado.
La Constitución Federal de 1988 posiciona a la Mata atlántica como patrimonio nacional, junto con la Floresta Amazônica brasileira, la Serra do Mar, el Pantanal Mato-Grossense y la Zona Costera. El desbrozamiento de la mata secundaria está reglamentado por leyes posteriores, actualmente el desbrozamiento de la mata primaria está prohibido.
La Política de la Mata Atlântica (Directrices para la política de conservación y desarrollo sostenible de la Mata Atlántica), de 1998, contempla la preservación de la biodiversidad, o desarrollo sostenible de los recursos naturales y la recuperación de las áreas degradadas.
Hay millares de organizaciones no gubernamentales, órganos gubernamentales y grupos de ciudadanos esparcidos por el país que se empeñan en la preservación de la cubierta vegetal de la Mata Atlántica. La Red de ONG Mata Atlántica tiene un proyecto de monitoreo participativo, y desarrolla conjuntamente con el Instituto Socio-Ambiental un informe de la Mata, por municipios, del domínio original.

## Importancia económica

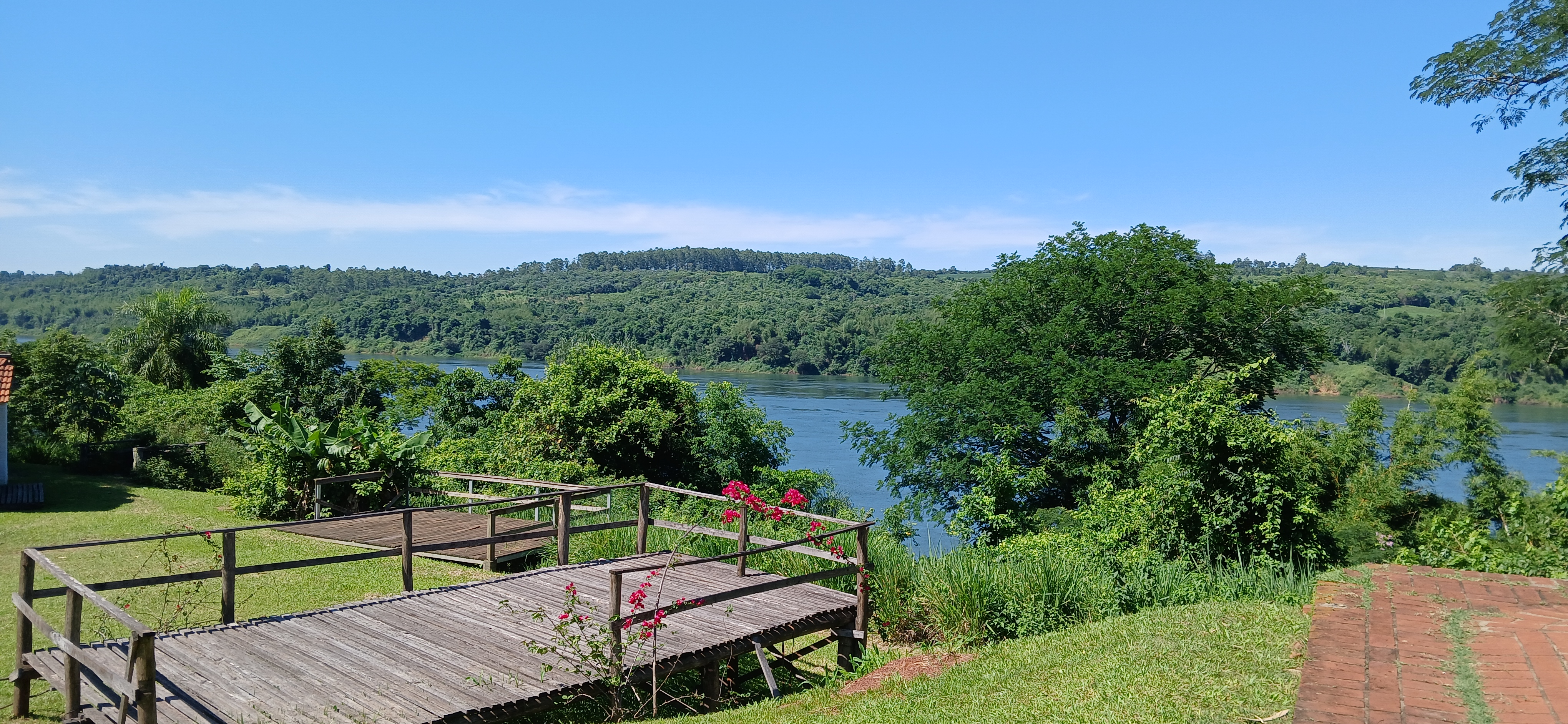
Terrazas del Paraná Apart Hotel en Montecarlo, Misiones.

El 70% de la población brasileña vive en el área de dominio de la Mata Atlántica, que mantiene los nacientes y manantiales que abastecen a las ciudades y comunidades del interior, regula el clima (temperatura, humedad, lluvias) y alberga comunidades tradicionales, incluidos pueblos indígenas.
Entre los pueblos indígenas que viven en el dominio de la Mata Atlántica están los wassú, pataxó, tupiniquim, gerén, guaraní, krenak, kaiwá, ñandevá, Pueblo terena, kadiweu, potiguara, káingang y mbyá.
Entre los usos económicos de la mata se encuentra el de la explotación de las plantas medicinales (la mayoría aún sin estudiar), como espinheira-santa, caixeta, y el turismo ecológico.